# Ступино
Ступино (рус. Ступино) град је у Русији у Московској области. Према попису становништва из 2010. у граду је живело 66.942 становника.

## Становништво
Према прелиминарним подацима са пописа, у граду је 2010. живело 66.942 становника, 3.818 (6,05%) више него 2002.
| 1939.  | 1959.  | 1970.  | 1979.  | 1989.  | 2002.  | 2010.  |
| ------ | ------ | ------ | ------ | ------ | ------ | ------ |
| 18.980 | 45.295 | 59.340 | 69.999 | 74.476 | 63.124 | 67.687 |